# Baiterek
 Il Baiterek (in kazako Бәйтерек?; "alto pioppo") è un monumento e una torre di osservazione ad Astana, la capitale del Kazakistan . Un'attrazione turistica popolare tra i visitatori stranieri e i nativi kazaki, divenendo emblematica della città, che divenne capitale del paese nel 1997. La torre si trova sul Boulevard Nurzhol ed è considerata un simbolo del Kazakistan post-indipendenza.

## Stile
Il monumento ha lo scopo di incarnare un racconto popolare su un albero della vita mitico e un uccello magico della felicità: l'uccello, di nome Samruk, che aveva deposto l'uovo nella fessura tra due rami di un pioppo. 
La struttura, alta 105 m, sale da un'ampia base piatta all'interno di una piazza rialzata. È costituita da uno stretto gambo cilindrico, circondato da travi bianche simili a rami che svettano vicino alla cima, sostenendo una sfera di 22 metri di diametro specchiata color oro. La base contiene una biglietteria e uno spazio espositivo, con due ascensori che si innalzano all'interno fino al ponte di osservazione all'interno dell'uovo. Le entrate al monumento sono sotto il livello stradale, e possono essere raggiunte dalle scale della piazza circostante. (È in qualche modo simile alla sfera dell'Expo del 1982 a Knoxville, Stati Uniti). 
Il ponte di osservazione è 97 m sopra il livello del suolo, corrispondente al 1997, l'anno in cui la città divenne la capitale della nazione. Si compone di due livelli, uno con una vista a 360 gradi di Astana e oltre, e un secondo livello superiore, raggiunto da una rampa di scale. Il livello superiore presenta un'impronta dorata della mano destra di Nursultan Nazarbayev, il primo presidente della Repubblica indipendente del Kazakistan, montata su un piedistallo decorato. Una targa invita i visitatori a mettere una mano nella stampa e esprimere un desiderio. Accanto all'impugnatura, orientata a sua volta nella direzione del palazzo presidenziale, vi è una scultura in legno di un globo e 16 segmenti radianti, che commemora il Congresso dei leader del mondo e delle religioni tradizionali, tenutosi più volte ad Astana.

## Galleria d'immagini

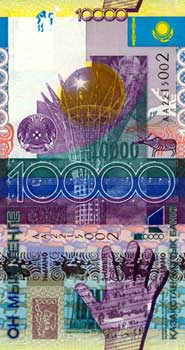
La banconota da 10.000 tenge del Kazakistan raffigurante l'immagine della torre di Baiterek
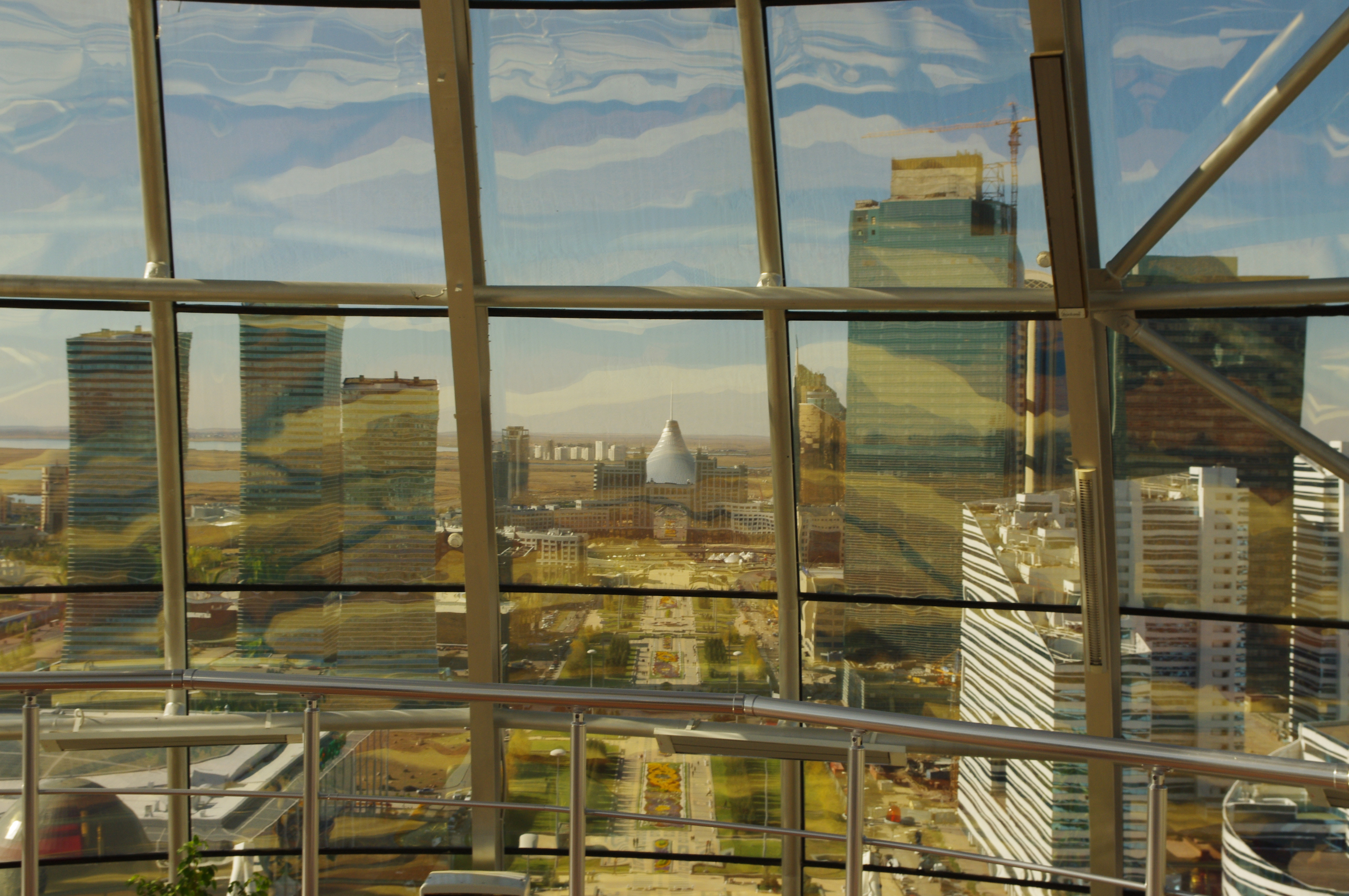